# Cabinet Kohl IV
Pour les articles homonymes, voir Cabinet Kohl.
 (janvier 2023).
Si vous disposez d'ouvrages ou d'articles de référence ou si vous connaissez des sites web de qualité traitant du thème abordé ici, merci de compléter l'article en donnant les références utiles à sa vérifiabilité et en les liant à la section « Notes et références ».
République fédérale d'Allemagne
Kohl III Kohl V
Le cabinet Kohl IV (en allemand : Kabinett Kohl IV) est le gouvernement fédéral de la République fédérale d'Allemagne, entre le 18 janvier 1991 et le 17 novembre 1994, durant la douzième législature du Bundestag. C'est le premier cabinet constitué après la réunification allemande.

## Historique du mandat
Dirigé par le chancelier fédéral chrétien-démocrate sortant Helmut Kohl, ce gouvernement est constitué et soutenu par une « coalition noire-jaune » entre l'Union chrétienne-démocrate d'Allemagne (CDU), le Parti libéral-démocrate (FDP) et l'Union chrétienne-sociale en Bavière (CSU). Ensemble, ils disposent de 398 députés sur 662, soit 60,1 % des sièges du Bundestag.
Il est formé à la suite des élections législatives fédérales du 2 décembre 1990, première élection fédérale organisée depuis que la République démocratique allemande (RDA) fut absorbée par la République fédérale d'Allemagne (RFA). .
Il succède donc au cabinet Kohl III, constitué et soutenu par une coalition identique.

### Formation
Au cours du scrutin, la CDU/CSU stagne mais maintient sa position de première force politique fédérale. Le FDP réalise pour sa part une poussée qui lui donne son meilleur résultat depuis 1961. Il faut d'ailleurs remonter au cabinet Adenauer IV, formé cette même année, pour trouver une majorité parlementaire aussi nette.
Le 17 janvier 1991, le président fédéral Richard von Weizsäcker propose la candidature d'Helmut Kohl au vote d'investiture du Bundestag. Il l'emporte par 378 voix pour et 284 voix contre, soit 46 suffrages de plus que la majorité constitutionnelle requise. Il compose son quatrième cabinet fédéral dès le lendemain, qui compte 19 ministres fédéraux, ce qui en fait le plus important au jour de sa prise de fonction depuis le cabinet Erhard II en 1965, dont quatre femmes, ce qui constitue à l'époque un record. Les libéraux-démocrates détiennent cinq portefeuilles, un record depuis 30 ans.

### Évolution
Un grand changement s'opère le 18 mai 1992, lorsque le vice-chancelier et ministre fédéral des Affaires étrangères Hans-Dietrich Genscher, titulaire de ces fonctions depuis 1974 et membre de l'exécutif depuis 1969, se retire. Le FDP procède alors à une réaffectation de ces deux responsabilités et désigne Sabine Leutheusser-Schnarrenberger comme ministre fédérale de la Justice. C'est alors la première fois qu'une femme exerce une fonction régalienne et que le titre de vice-chancelier n'est pas porté par le chef de la diplomatie depuis le cabinet Erhard II.
Lors de l'élection présidentielle du 23 mai 1994, la CDU investit en premier lieu le ministre de la Justice de Saxe Steffen Heitmann mais il finit par se retirer après plusieurs prises de position controversées. Les chrétiens-démocrates proposent alors le président du Tribunal constitutionnel fédéral Roman Herzog, tandis que les libéraux-démocrates présentent Hildegard Hamm-Brücher. Herzog est élu au troisième tour de scrutin avec 52 % des voix de l'Assemblée fédérale.

### Succession
Au cours des élections législatives fédérales du 16 octobre 1994, les partis de l'alliance au pouvoir perdent près de 60 sièges mais conservent de justesse leur majorité absolue. Helmut Kohl peut alors former son cinquième et dernier cabinet fédéral.

## Composition

### Initiale (18 janvier 1991)
- Les nouveaux ministres sont indiqués en gras, ceux ayant changé d'attributions en italique.

| Fonction                                                                                       | Nom | Nom                                                    | Parti |
| ---------------------------------------------------------------------------------------------- | --- | ------------------------------------------------------ | ----- |
| Chancelier fédéral                                                                             |     | Helmut Kohl                                            | CDU   |
| Vice-chancelier Ministre fédéral des Affaires étrangères                                       |     | Hans-Dietrich Genscher                                 | FDP   |
| Ministre fédéral de l'Intérieur                                                                |     | Wolfgang Schäuble (jusqu’au 26/11/1991) Rudolf Seiters | CDU   |
| Ministre fédéral de la Justice                                                                 |     | Klaus Kinkel                                           | FDP   |
| Ministre fédéral des Finances                                                                  |     | Theo Waigel                                            | CSU   |
| Ministre fédéral de l'Économie                                                                 |     | Jürgen W. Möllemann                                    | FDP   |
| Ministre fédéral de l'Alimentation, de l'Agriculture et des Forêts                             |     | Ignaz Kiechle                                          | CSU   |
| Ministre fédéral du Travail et de l'Ordre social                                               |     | Norbert Blüm                                           | CDU   |
| Ministre fédéral de la Défense                                                                 |     | Gerhard Stoltenberg (jusqu’au 01/04/1992) Volker Rühe  | CDU   |
| Ministre fédérale de la Famille et des Personnes âgées                                         |     | Hannelore Rönsch                                       | CDU   |
| Ministre fédérale des Femmes et de la Jeunesse                                                 |     | Angela Merkel                                          | CDU   |
| Ministre fédérale de la Santé                                                                  |     | Gerda Hasselfeldt (jusqu’au 06/05/1992) Horst Seehofer | CSU   |
| Ministre fédéral des Transports                                                                |     | Günther Krause                                         | CDU   |
| Ministre fédéral de l'Environnement, de la Protection de la Nature et de la Sécurité nucléaire |     | Klaus Töpfer                                           | CDU   |
| Ministre fédéral des Postes et des Télécommunications                                          |     | Christian Schwarz-Schilling                            | CDU   |
| Ministre fédérale de l'Aménagement du territoire, des Travaux publics et de l'Urbanisme        |     | Irmgard Schwaetzer                                     | FDP   |
| Ministre fédéral de la Recherche et de la Technologie                                          |     | Heinz Riesenhuber                                      | CDU   |
| Ministre fédéral de l'Éducation et de la Science                                               |     | Rainer Ortleb                                          | FDP   |
| Ministre fédéral de la Coopération économique                                                  |     | Carl-Dieter Spranger                                   | CSU   |
| Ministre fédéral avec attributions spéciales Directeur de la chancellerie fédérale             |     | Rudolf Seiters (jusqu’au 26/11/1991) Friedrich Bohl    | CDU   |

### Remaniement du18 mai 1992
- Les nouveaux ministres sont indiqués en gras, ceux ayant changé d'attributions en italique.

| Fonction                                                                                       | Nom | Nom                                               | Parti |
| ---------------------------------------------------------------------------------------------- | --- | ------------------------------------------------- | ----- |
| Chancelier fédéral                                                                             |     | Helmut Kohl                                       | CDU   |
| Vice-chancelier Ministre fédéral de l'Économie                                                 |     | Jürgen W. Möllemann                               | FDP   |
| Ministre fédéral des Affaires étrangères                                                       |     | Klaus Kinkel                                      | FDP   |
| Ministre fédéral de l'Intérieur                                                                |     | Rudolf Seiters                                    | CDU   |
| Ministre fédérale de la Justice                                                                |     | Sabine Leutheusser-Schnarrenberger                | FDP   |
| Ministre fédéral des Finances                                                                  |     | Theo Waigel                                       | CSU   |
| Ministre fédéral de l'Alimentation, de l'Agriculture et des Forêts                             |     | Ignaz Kiechle                                     | CSU   |
| Ministre fédéral du Travail et de l'Ordre social                                               |     | Norbert Blüm                                      | CDU   |
| Ministre fédéral de la Défense                                                                 |     | Volker Rühe                                       | CDU   |
| Ministre fédérale de la Famille et des Personnes âgées                                         |     | Hannelore Rönsch                                  | CDU   |
| Ministre fédérale des Femmes et de la Jeunesse                                                 |     | Angela Merkel                                     | CDU   |
| Ministre fédérale de la Santé                                                                  |     | Horst Seehofer                                    | CSU   |
| Ministre fédéral des Transports                                                                |     | Günther Krause                                    | CDU   |
| Ministre fédéral de l'Environnement, de la Protection de la Nature et de la Sécurité nucléaire |     | Klaus Töpfer                                      | CDU   |
| Ministre fédéral des Postes et des Télécommunications                                          |     | Christian Schwarz-Schilling (jusqu’au 17/12/1992) | CDU   |
| Ministre fédérale de l'Aménagement du territoire, des Travaux publics et de l'Urbanisme        |     | Irmgard Schwaetzer                                | FDP   |
| Ministre fédéral de la Recherche et de la Technologie                                          |     | Heinz Riesenhuber                                 | CDU   |
| Ministre fédéral de l'Éducation et de la Science                                               |     | Rainer Ortleb                                     | FDP   |
| Ministre fédéral de la Coopération économique                                                  |     | Carl-Dieter Spranger                              | CSU   |
| Ministre fédéral avec attributions spéciales Directeur de la chancellerie fédérale             |     | Friedrich Bohl                                    | CDU   |

### Remaniement du21 janvier 1993
- Les nouveaux ministres sont indiqués en gras, ceux ayant changé d'attributions en italique.

| Fonction                                                                                       | Nom | Nom                                                    | Parti |
| ---------------------------------------------------------------------------------------------- | --- | ------------------------------------------------------ | ----- |
| Chancelier fédéral                                                                             |     | Helmut Kohl                                            | CDU   |
| Vice-chancelier Ministre fédéral des Affaires étrangères                                       |     | Klaus Kinkel                                           | FDP   |
| Ministre fédéral de l'Intérieur                                                                |     | Rudolf Seiters (jusqu’au 07/1993) Manfred Kanther      | CDU   |
| Ministre fédérale de la Justice                                                                |     | Sabine Leutheusser-Schnarrenberger                     | FDP   |
| Ministre fédéral des Finances                                                                  |     | Theo Waigel                                            | CSU   |
| Ministre fédéral de l'Économie                                                                 |     | Günter Rexrodt                                         | FDP   |
| Ministre fédéral de l'Alimentation, de l'Agriculture et des Forêts                             |     | Jochen Borchert                                        | CDU   |
| Ministre fédéral du Travail et de l'Ordre social                                               |     | Norbert Blüm                                           | CDU   |
| Ministre fédéral de la Défense                                                                 |     | Volker Rühe                                            | CDU   |
| Ministre fédérale de la Famille et des Personnes âgées                                         |     | Hannelore Rönsch                                       | CDU   |
| Ministre fédérale des Femmes et de la Jeunesse                                                 |     | Angela Merkel                                          | CDU   |
| Ministre fédéral de la Santé                                                                   |     | Horst Seehofer                                         | CSU   |
| Ministre fédéral des Transports                                                                |     | Günther Krause (jusqu’au 13/05/1993) Matthias Wissmann | CDU   |
| Ministre fédéral de l'Environnement, de la Protection de la Nature et de la Sécurité nucléaire |     | Klaus Töpfer                                           | CDU   |
| Ministre fédéral des Postes et des Télécommunications                                          |     | Wolfgang Bötsch                                        | CSU   |
| Ministre fédérale de l'Aménagement du territoire, des Travaux publics et de l'Urbanisme        |     | Irmgard Schwaetzer                                     | FDP   |
| Ministre fédéral de la Recherche et de la Technologie                                          |     | Matthias Wissmann (jusqu’au 13/05/1993) Paul Krüger    | CDU   |
| Ministre fédéral de l'Éducation et de la Science                                               |     | Rainer Ortleb (jusqu’au 04/02/1994) Karl-Hans Laermann | FDP   |
| Ministre fédéral de la Coopération économique et du Développement                              |     | Carl-Dieter Spranger                                   | CSU   |
| Ministre fédéral avec attributions spéciales Directeur de la chancellerie fédérale             |     | Friedrich Bohl                                         | CDU   |

## Annexe